# Ichneumon fenestralis
Ichneumon fenestralis là một loài tò vò trong họ Ichneumonidae.